# Ousseynou Diop
Pour les articles homonymes, voir Diop.
Ousseynou Diop, né le 20 février 1999, est un nageur sénégalais.

## Carrière
Ousseynou Diop remporte aux Championnats d'Afrique de natation 2021 à Accra la médaille de bronze sur 4 × 200 mètres nage libre et sur 4 × 200 mètres nage libre mixte.
Pensionnaire de l'Association sportive des Forces armées, il remporte la traversée Dakar-Gorée en 2022 et en 2023.